# Yemessoa II
 (décembre 2023).
La mise en forme du texte ne suit pas les recommandations de Wikipédia : il faut le « wikifier ».
Les points d'amélioration suivants sont les cas les plus fréquents :
- Les titres sont pré-formatés par le logiciel. Ils ne sont ni en capitales, ni en gras.
- Le texte ne doit pas être écrit en capitales (les noms de famille non plus), ni en gras, ni en italique, ni en « petit »…
- Le gras n'est utilisé que pour surligner le titre de l'article dans l'introduction, une seule fois.
- L'italique est rarement utilisé : mots en langue étrangère, titres d'œuvres, noms de bateaux, etc.
- Les citations ne sont pas en italique mais en corps de texte normal. Elles sont entourées par des guillemets français : « et ».
- Les listes à puces sont à éviter, des paragraphes rédigés étant largement préférés. Les tableaux sont à réserver à la présentation de données structurées (résultats, etc.).
- Les appels de note de bas de page (petits chiffres en exposant, introduits par l'outil «  Source ») sont à placer entre la fin de phrase et le point final[comme ça].
- Les liens internes (vers d'autres articles de Wikipédia) sont à choisir avec parcimonie. Créez des liens vers des articles approfondissant le sujet. Les termes génériques sans rapport avec le sujet sont à éviter, ainsi que les répétitions de liens vers un même terme.
- Les liens externes sont à placer uniquement dans une section « Liens externes », à la fin de l'article. Ces liens sont à choisir avec parcimonie suivant les règles définies. Si un lien sert de source à l'article, son insertion dans le texte est à faire par les notes de bas de page.
- La présentation des références doit suivre les conventions bibliographiques. Il est recommandé d'utiliser les modèles {{Ouvrage}}, {{Chapitre}}, {{Article}}, {{Lien web}} et/ou {{Bibliographie}}. Le mode d'édition visuel peut mettre en forme automatiquement les références.
- Insérer une infobox (cadre d'informations à droite) n'est pas obligatoire pour parachever la mise en page.

Pour une aide détaillée, merci de consulter Aide:Wikification.
Si vous pensez que ces points ont été résolus, vous pouvez retirer ce bandeau et améliorer la mise en forme d'un autre article.
 (janvier 2024).
Si vous disposez d'ouvrages ou d'articles de référence ou si vous connaissez des sites web de qualité traitant du thème abordé ici, merci de compléter l'article en donnant les références utiles à sa vérifiabilité et en les liant à la section « Notes et références ».
Yemessoa II est un village situé à 17 km de l'arrondissement d'Obala, département de Lékié.
Le village est composé majoritairement des Etons (Iton) Mvokani autochtone regroupés autour de sept grandes familles et des allogènes Ajii, Abam, Ezek. Limitée au Nord par le village Yemessoa III, au Sud par Yemessoa I, à l'Est par Yemessoa IV et à l'Ouest par le village Elon. D'une superficie de plus 30 km2, selon le recensement de 2005, la population de Yemessoa II était estimée 1500 âmes[réf. nécessaire]. Les activités principales sont l'agriculture de subsistance avec les cultures d'arachide, manioc, macabo, igname, et de banane plantain. A cela s'ajoute les cultures de rente[pas clair] principalement le cacao, le commerce, l'élevage, l'artisanat et la prolifération du métier de moto taximen[réf. nécessaire]. Avant l'éclatement du village en 2023, la population était estimée à plus de 3000 habitants[réf. nécessaire].
Sur le plan institutionnel, Yemessoa II est doté d'un Hôpital (Raquel Bruc), le centre de santé intégré de Yemessoa ; le lycée de Yemessoa et d'une école publique pilote[style à revoir][réf. nécessaire]. La vie sociale s'organise autour des activités champêtres. La chefferie traditionnelle est héréditaire et se transmet de père en fils. Le climat dominant est de type équatorial de type yaoundéen avec une végétation constituée de forêt claire conséquence de la sédentarisation séculaire qu'a connu la zone. Le relief est constitué de plaines et de collines dont le plus culminant est le mont Yemessoa. Les chrétiens catholiques qui dépendent de la paroisse Saint Joseph Mokassa de Yemessoa représentent 95 % de la population et les 5 % se partagent entre les  pentecôtistes et les religions traditionnelles africaines[réf. nécessaire].